# 阿亞庫喬市 (塔奇拉州)
阿亞庫喬市（西班牙語：Municipio Ayacucho），是委內瑞拉的一個市，位於該國西南部塔奇拉州，首府設於科隆，面積507平方公里，2007年人口60,454，人口密度每平方公里120人。